# Cyligramma griseata
Cyligramma griseata là một loài bướm đêm thuộc họ Noctuidae. Nó được tìm thấy ở Châu Phi, bao gồm Nigeria và Uganda.